# Aerosmith-videográfia
Az Aerosmith együttes videográfiája 36 videóklipet és 9 hivatalosan megjelent VHS/DVD kiadványt foglal magába. Ezenkívül szerepeltek két filmben és két tévéműsorban, dalaik pedig számos filmben és filmzenealbumon elhangzottak. Ezenkívül három videójáték fűződik az együttes nevéhez.

## Videóklipek
| Megjelenés Dátuma     | Cím                                                                                      | Rendező                      | Szereplők                                         | Díjak |
| --------------------- | ---------------------------------------------------------------------------------------- | ---------------------------- | ------------------------------------------------- | --- |
| 1978                  | Chip Away the Stone. YouTube                                                             | Arnold Levine                | -                                                 | - |
| 1979                  | No Surprize. YouTube                                                                     | Arnold Levine                | -                                                 | - |
| 1979                  | Chiquita. YouTube                                                                        | Arnold Levine                | -                                                 | - |
| 1982. augusztus       | Lightning Strikes. YouTube                                                               | Arnold Levine                | -                                                 | - |
| 1985. október         | Let the Music Do the Talking. YouTube                                                    | Jerry Kramer                 | -                                                 | - |
| 1986. július          | Walk This Way. YouTube (Steven Tyler és Joe Perry produkciója a Run-DMC együttessel)     | Jon Small                    | -                                                 | A Rolling Stone magazin "100 Legjobb Videóklip" listáján a 11., Az MTV "100 Legnagyobb Videóklip" listáján az 5., A VH1 "100 Legnagyobb Videóklip" listáján a 11., A Fuse TV "25 Legnagyobb Zenei Video" listáján a 24. helyezést érte el.                                                          |
| 1987. október         | Dude (Looks Like a Lady). YouTube                                                        | Marty Callner                | John Kalodner                                     | - |
| 1988. február         | Angel. YouTube                                                                           | Marty Callner                | -                                                 | - |
| 1988. május           | Rag Doll. YouTube                                                                        | Marty Callner                | -                                                 | - |
| 1989. szeptember      | Love in an Elevator. YouTube                                                             | Marty Callner                | Brandi Brandt                                     | - |
| 1989. november        | Janie's Got. YouTube                                                                     | David Fincher                | Kristin Dattilo, Lesley Ann Warren                | Az MTV Video Music Award-on Viewer's Choice díjat nyert, Az MTV Video Music Award Legjobb Rockvideo díját megnyerte, Az MTV "100 Legnagyobb Videóklip" listáján a 48. lett, AVH1 "100 Legnagyobb Videóklip" listáján a 48. lett, A Rolling Stone magazin "Top 100 Zenei Video" listáján a 95. lett. |
| 1990. március/április | What It Takes. YouTube (Második változat. YouTube)                                       | Keith Garde & Martin Torgoff | -                                                 | - |
| 1990. június          | The Other Side. YouTube                                                                  | Marty Callner                | John Kalodner                                     | Elnyerte az MTV Video Music Award legjobb rock videó díját. |
| 1991. augusztus       | Dream On (nagyzenekarral előadott verzió, az MTV 10 éves fennállása alkalmából). YouTube | Marty Callner                | -                                                 | - |
| 1991. december        | Sweet Emotion. YouTube                                                                   | Marty Callner                | -                                                 | - |
| 1993. április         | Livin' on the Edge. YouTube                                                              | Marty Callner                | Edward Furlong                                    | Az MTV Video Music Award-on Viewer's Choice díjat nyert. |
| 1993. május           | Eat the Rich. YouTube                                                                    | Greg Vernon                  | John Kalodner                                     | - |
| 1993. július          | Cryin. YouTube                                                                           | Marty Callner                | Alicia Silverstone, Stephen Dorff, Josh Holloway  | A videó megnyerte az MTV Video Music Award "Az Év Legjobb Videoja" díjat, A videó megnyerte az MTV Video Music Award - Viewer's Choice díját, Továbbá az MTV Video Music Award "A Legjobb Zenekari Videó" díját is elnyerte.                                                                        |
| 1993. november        | Amazing. YouTube                                                                         | Marty Callner                | Alicia Silverstone, Jason London                  | - |
| 1994. május           | Crazy. YouTube                                                                           | Marty Callner                | Alicia Silverstone, Liv Tyler                     | A Crazy a VH1 "Minden Idők 100 Legjobb Videoja" listáján a 23. lett. |
| 1994. október         | Blind Man. YouTube                                                                       | Marty Callner                | Pamela Anderson, John Kalodner                    | - |
| 1994. november        | Deuces are Wild. YouTube                                                                 | -                            | -                                                 | - |
| 1995. január          | Walk on Water                                                                            | Mick Haggerty                | -                                                 | - |
| 1997. február         | Falling in Love (Is Hard on the Knees)                                                   | Michael Bay                  | -                                                 | Elnyerte az MTV Video Music Award "Legjobb Rockvideo" díját. |
| 1997. május           | Hole in My Soul. YouTube                                                                 | Andy Morahan                 | Eva Mendes, Alexandra Holden, Seann William Scott | - |
| 1997. november        | Pink                                                                                     | Doug Nichol                  | -                                                 | Elnyerte az MTV Video Music Award "Legjobb Rockvideo" díját. |
| 1998. május           | I Don't Want to Miss a Thing. YouTube                                                    | Francis Lawrence             | Liv Tyler                                         | Megnyerte az MTV Video Music Award "Legjobb Video" (mely szerepelt egy filmben) díját Megnyerte a Boston Music Awards "Legjobb Video" díját |
| 1998. április         | Full Circle. YouTube                                                                     | -                            | -                                                 | - |
| 2001. február         | Jaded                                                                                    | Francis Lawrence             | Mila Kunis                                        | Megnyerte a Billboard Music Video Awards "Az Év Legjobb Hard Rock Klipje" díját, Boston Music Awards: Megnyerte a Boston Music Awards "Az Év Legjobb Videoja" díját |
| 2001. június          | Fly Away from Here                                                                       | Joseph Kahn                  | Jessica Biel                                      | - |
| 2001. október         | Sunshine                                                                                 | Samuel Bayer                 | -                                                 | - |
| 2002. július          | Girls of Summer                                                                          | David Meyers                 | Jaime Pressly                                     | - |
| 2003                  | Lizard Love                                                                              | Jim Gable                    | -                                                 | - |
| 2004                  | Baby, Please Don't Go                                                                    | Mark Haefeli                 | -                                                 | - |
| 2012. július 10.      | Legendary Child. YouTube                                                                 | Casey Patrick Tebo           | Alexa Vega                                        | - |
| 2012. október 19.     | What Could Have Been Love. YouTube                                                       | Marc Klasfeld                | -                                                 | - |

## VHS és DVD kiadványok
| Video információk |
| --- |
| Live Texxas Jam '78 - Megjelenés Dátuma: 1978 - Kiadó: Columbia - Eladási minősítés: Arany (USA) - Értékesítés: 50 000                        |
| Aerosmith Video Scrapbook - Megjelenés Dátuma: 1987 - Kiadó: Columbia - Eladási minősítés: Arany (USA) - Értékesítés: 50 000                  |
| Permanent Vacation 3x5 - Megjelenés Dátuma: 1988 - Kiadó: Geffen - Eladási minősítés: Arany (USA) - Értékesítés: 50 000                       |
| Things That Go Pump in the Night - Megjelenés Dátuma: 1989 - Kiadó: Geffen - Eladási minősítés: Platina (USA) - Értékesítés: 100 000          |
| The Making of Pump - Megjelenés Dátuma: 1994. november 4. - Kiadó: Geffen - Eladási minősítés: Arany (US) - Értékesítés: 50 000               |
| Big Ones You Can Look At - Megjelenés Dátuma: 1994. november 4. - Kiadó: Geffen - Eladási minősítés: Arany (USA) - Értékesítés: 50 000        |
| You Gotta Move - Megjelenés Dátuma: 2004. november 23. - Kiadó: Columbia - Eladási minősítés: 4x Platina (USA) - Értékesítés: 400 000         |
| Rock for the Rising Sun - Megjelenés Dátuma: 2013. július 23. - Kiadó: Eagle Rock Entertainment - Eladási minősítés: - Értékesítés:           |
| Aerosmith Rocks Donington 2014 - Megjelenés Dátuma: 2015. szeptember 4. - Kiadó: Eagle Rock Entertainment - Eladási minősítés: - Értékesítés: |

## Filmográfia
| Év   | Cím | Szerep                       |
| ---- | --- | ---------------------------- |
| 1978 | Sgt. Pepper's Lonely Hearts Club Band                                                                      | Future Villain Band együttes |
| 1988 | The Decline of Western Civilization Part II: The Metal Years                                               | Saját maguk                  |
| 1990 | Saturday Night Live show-műsorban Musical Vendégek számára szerepeltek a Wayne's World című tv-sorozatban. | Saját maguk                  |
| 1991 | A Simpson család: Flaming Moe's epizódjában.                                                               | Saját maguk (hang)           |
| 1993 | Wayne világa 2.                                                                                            | Saját maguk                  |
| 1993 | Saturday Night Live show-műsorban Musical Vendégek számára szerepeltek a "Bad Dancer"-ben.                 | Saját maguk                  |
| 1997 | Saturday Night Live show-műsorban Musical Vendégek számára szerepeltek Mary Katherine Gallagher-rel.       | Saját maguk                  |
| 2001 | Saturday Night Live show-műsorban szerepeltek, mint vendégzenészek                                         | Saját maguk                  |

## Filmzenéken való közreműködés
- Come Together - Sgt. Pepper's Lonely Hearts Club Band Soundtrack (1978)
- Rocking Pneumonia And The Boogie Woogie Flu - Less Than Zero Soundtrack (1987)
- Love Me Two Times - Air America Soundtrack (1990)
- Dream On - Last Action Hero Soundtrack (1993)
- Deuces Are Wild - The Beavis and Butt-Head Experience (1993)
- Dude (Looks Like a Lady) (élő) és Shut Up and Dance (élő) - Wayne's World 2 Soundtrack (1993)
- I Don't Want to Miss a Thing, What Kind of Love Are You On, Sweet Emotion, és Come Together - Armageddon Soundtrack (1998)
- Angel's Eye - Charlie Angyalai Soundtrack (2000)
- Theme from Spider-Man - Spider-Man Soundtrack (2002)
- Lizard Love - Rugrats Go Wild Soundtrack (2003)
- Sweet Emotion - Starsky és Hutch Soundtrack (2004)
- You Gotta Move - Barnyard (2006)
- Walk This Way - Sex and the City: The Movie Soundtrack (2008)

## Filmekben elhangzott dalok
- Sweet Emotion - Hajnalfény (1987) énekli Joan Jett
- Walk This Way - Az elveszett fiúk (1987)
- Walk This Way - Kínai lány (1987)
- Dude (Looks Like a Lady) - Apja fia (1987)
- Back in the Saddle - Mondhatsz akármit (1989)
- Sweet Emotion - Tökéletlen idők (1993)
- The Other Side - Tiszta Románc (1993)
- Dude (Looks Like a Lady) - Mrs. Doubtfire – Apa csak egy van (1993)
- Line Up - Ace Ventura: Állati nyomozó (1994)
- Janie's Got a Gun - Pancserock (1994)
- Sweet Emotion - Intim Részek (1997)
- I Don't Want to Miss a Thing - Armageddon (1998) és Blades of Glory (2006)
- Back in the Saddle - Jackie Chan: Új csapás (2000)
- Toys in the Attic és Seasons of Wither - Dogtown and Z-Boys (2001)
- Janie's Got a Gun - Már megint egy dilis amcsi film (2001) énekli Chris Evans a cappella
- Dream On - Csoda a jégen (2004)
- Walk This Way - Pata-csata (2005)
- Cryin' - Csak lazán! (2005) - énekel Christina Milian
- Sweet Emotion - Csak lazán! (2005)
- You Gotta Move - Pata tanya: Baromi buli (2006)
- I Don't Want to Miss a Thing - Jégi dicsőségünk (2007)
- Back in the Saddle - Red (2010)
- Last Child - Nagyfiúk (2010)
- Dream On - Argo (2012)

## Videójátékok
| Év   | Cím                    |
| ---- | ---------------------- |
| 1994 | Revolution X           |
| 1995 | Quest for Fame         |
| 2008 | Guitar Hero: Aerosmith |